# ツール・ド・スキー
ツール・ド・スキー（Tour de Ski、TdS）はクロスカントリースキー・ワールドカップにおいて、年末年始にドイツ・チェコ・イタリアで開催されるクロスカントリースキーのシリーズ戦である。10日間で8レース行われる。自転車競技のツール・ド・フランスに相当する大会で、同時期に開催されるスキージャンプ週間とともに年末年始のウィンタースポーツイベントとして成長している。賞金総額は1055000スイスフラン。

## 歴代総合優勝者
- 2006/07：トビアス・アンゲラー（男子）ビルピ・サラスヴォ（女子）
- 2007/08：ルカシュ・バウアー（男子）ハロッテ・カッラ（女子）
- 2008/09：ダリオ・コログナ（男子）ビルピ・サラスヴォ（女子）
- 2009/10：ルカシュ・バウアー（男子）ユスチナ・コヴァルチック（女子）
- 2010/11：ダリオ・コログナ（男子）ユスチナ・コヴァルチック（女子）
- 2011/12：ダリオ・コログナ（男子）ユスチナ・コヴァルチック（女子）
- 2012/13：アレクサンドル・レグコフ（男子）ユスチナ・コヴァルチック（女子）
- 2013/14：マルティン・ヨンスル・スンビ（男子）テレーセ・ヨーハウグ（女子）
- 2014/15：ペッテル・ノールトゥグ（男子）マリット・ビョルゲン（女子）
- 2015/16：マルティン・ヨンスル・スンビ（男子）テレーセ・ヨーハウグ（女子）
- 2016/17：セルゲイ・ウスチュゴフ（男子）ハイディ・ウェン（女子）
- 2017/18：ダリオ・コロニャ（男子）ハイディ・ウェン（女子）
- 2018/19：ヨハンネスヘスフロト・クレボ（男子）イングビルフリューグスター・エストベリ（女子）
- 2019/20：アレクサンダル・ボルシュノフ（男子）テレーセ・ヨーハウグ（女子）
- 2020/21：アレクサンダル・ボルシュノフ（男子）ジェシー・ディギンズ（女子）
- 2021/22：ヨハンネスヘスフロト・クレボ（男子）ナタリア・ネプリャエワ（女子）
- 2022/23：ヨハンネスヘスフロト・クレボ（男子）フリダ・カールソン（女子）
- 2023/24：ハラルエストベリ・アムンセン（男子）ジェシー・ディギンズ（女子）
- 2024/25：ヨハンネスヘスフロト・クレボ（男子）テレーセ・ヨーハウグ（女子）